# Nalbach
Nalbach es un municipio situado en el distrito de Saarlouis, en el estado federado de Sarre (Alemania), con una población a finales de 2016 de unos 9252 habitantes.
Se encuentra ubicado al este del estado, cerca de la orilla del río Sarre —un afluente del río Mosela— y de la frontera con Francia. 